# Emmanuel Nwakire
Emmanuel Nwakire (Lagos, 15 augustus 1978) is een Nigeriaans voormalig voetballer die als verdediger speelde.
Nwakire kwam in 1997 van Jasper United bij FC Utrecht en speelde twintig competitiewedstrijden voor de club. In september 1999 werd hij ontslagen wegens werkweigering, omdat hij zich niet meldde na een interland met het Nigeriaans olympisch team. Hij ging naar RKC waar hij in 2003, na 23 wedstrijden en één doelpunt, afgekeurd werd voor het spelen van betaald voetbal omdat hij last had van afbrokkelend kraakbeen.. Hierna speelde hij nog in zijn geboorteland voor zijn oude club Jasper United.